# Oak Ridge (Carolina del Nord)
Oak Ridge és una població dels Estats Units a l'estat de Carolina del Nord. Segons el cens del tenia 4.586 habitants.

## Demografia
Segons el cens del 2000, Oak Ridge tenia 3.988 habitants, 1.382 habitatges i 1.173 famílies. La densitat de població era de 105 habitants per km².
Dels 1.382 habitatges en un 44,6% hi vivien nens de menys de 18 anys, en un 78,4% hi vivien parelles casades, en un 4,2% dones solteres, i en un 15,1% no eren unitats familiars. En l'11,5% dels habitatges hi vivien persones soles el 3,9% de les quals corresponia a persones de 65 anys o més que vivien soles. El nombre mitjà de persones vivint en cada habitatge era de 2,89 i el nombre mitjà de persones que vivien en cada família era de 3,15.
Per edats la població es repartia de la següent manera: un 29,7% tenia menys de 18 anys, un 4,7% entre 18 i 24, un 31,4% entre 25 i 44, un 26,9% de 45 a 60 i un 7,4% 65 anys o més.
L'edat mediana era de 38 anys. Per cada 100 dones de 18 o més anys hi havia 98,9 homes.
La renda mediana per habitatge era de 74.609 $ i la renda mediana per família de 82.070 $. Els homes tenien una renda mediana de 56.250 $ mentre que les dones 35.952 $. La renda per capita de la població era de 29.346 $. Entorn del 2,2% de les famílies i el 3,8% de la població estaven per davall del llindar de pobresa.

## Poblacions més properes
El següent diagrama mostra les poblacions més properes.